# Omoserina deidrogenasi
La omoserina deidrogenasi è un enzima appartenente alla classe delle ossidoreduttasi, che catalizza la seguente reazione:
L-omoserina + NAD(P)+ ⇄ L-aspartato 4-semialdeide + NAD(P)H + H+
L'enzima nel lievito agisce più rapidamente utilizzando NAD+ come coenzima. L'enzima presente in Neurospora crassa, invece, è più veloce con NADP+. L'enzima presente in Escherichia coli è una proteina multifunzionale, in grado di catalizzare anche la reazione della aspartato chinasi.